# Naydelin Navarrete
Naidelyn Navarrete Gutiérrez (Poza Rica, Veracruz, 
15 de septiembre de 1988) es una actriz mexicana. Empezó su carrera artística en Plaza Sésamo, a lo que le siguieron telenovelas como María Isabel y Una luz en el camino, pero se hizo mayormente conocida al participar en las telenovelas infantiles Amigos x siempre, Aventuras en el tiempo y Cómplices al rescate, en las que compartió créditos con Belinda y Daniela Luján.
En el 2004 participa en la telenovela Misión S.O.S., en el papel de Gaby, que a diferencia de sus anteriores personajes, interpreta a una adolescente, la cual queda embarazada.

## Televisión
- Cita a ciegas (2019) - Amy
- La piloto (2018) - Aracely Mendéz
- La rosa de Guadalupe (2018-2019)- Eva / Joselyn
- Un camino hacia el destino (2016) - La Malquerida
- Antes muerta que Lichita (2015-2016) - Teresa Rubí
- Como dice el dicho (2011-2013)- Varios personajes
- La rosa de Guadalupe (2008-2009)- Varios personajes
- Misión S.O.S. (2004-2005) - Gaby
- Mujer, casos de la vida real (2003)
- Velo de novia (2003) - Patricia
- Cómplices al rescate (2002) - Naidelyn Mendoza
- Navidad sin fin (2001) - Claudia
- Aventuras en el tiempo (2001) - Paloma Del Campo
- Amigos x siempre (2000) - Renata Sánchez-Gabito
- Una luz en el camino (1998) - Vicky De Los Santos
- María Isabel (1997) - Graciela Pereyra (Niña) / Rosa Isela
- Plaza Sésamo (1995-2004)

## Teatro
- Cats (2018-2019) - Jennyanydots
- Verdad o Reto: el musical (2016-2017)- Alejandra, Macarena y Lynda.